# Miss Deceit
Miss Deceit è un cortometraggio muto del 1915 diretto da Frank Wilson.

## Trama
Un commesso si arruola e viene a trovarsi in una posizione di grado superiore a quella del suo ex datore di lavoro.

## Produzione
Il film fu prodotto dalla Hepworth.

## Distribuzione
Distribuito dalla Hepworth, il film - un cortometraggio di 175 metri - uscì nelle sale cinematografiche britanniche nel giugno 1915.
Fu distrutto nel 1924 dallo stesso produttore, Cecil M. Hepworth. Fallito, in gravissime difficoltà finanziarie, Hepworth pensò in questo modo di poter almeno recuperare il nitrato d'argento della pellicola.